# ICC Trophy 1986
L'ICC Trophy 1986 è stato un torneo mondiale di cricket, valido per poter assegnare l'ultimo posto disponibile per la Coppa del Mondo 1987.

## Formula
Le 16 squadre partecipanti sono state divise in 2 gruppi da 7 e 9 squadre ciascuno. Ogni gruppo era un girone all'italiana con partite di sola andata. Le vincenti e le seconde classificate dei due gruppi accedevano alle semifinali. Le vincenti delle semifinali si giocavano il titolo in finale, come la precedente edizione solo la vincente otteneva la qualificazione alla Coppa del Mondo 1987 e non la finalista.

## Fase a gruppi

### Gruppo A

#### Classifica
| Gruppo A | Gruppo A         | Gruppo A | Gruppo A | Gruppo A | Gruppo A | Gruppo A |
| Pos      | Squadra          | P        | W        | L        | Run rate | Pti      |
| -------- | ---------------- | -------- | -------- | -------- | -------- | -------- |
| 1        | Zimbabwe         | 6        | 6        | 0        | 4.916    | 24       |
| 2        | Danimarca        | 6        | 5        | 1        | 3.681    | 20       |
| 3        | Malaysia         | 6        | 3        | 3        | 2.901    | 12       |
| 4        | Kenya            | 6        | 3        | 3        | 2.720    | 12       |
| 5        | Africa Orientale | 6        | 2        | 4        | 2.835    | 8        |
| 6        | Bangladesh       | 6        | 2        | 4        | 2.742    | 8        |
| 7        | Argentina        | 6        | 0        | 6        | 2.223    | 0        |

### Gruppo B

#### Classifica
| Gruppo B | Gruppo B           | Gruppo B | Gruppo B | Gruppo B | Gruppo B | Gruppo B |
| Pos      | Squadra            | P        | W        | L        | Run rate | Pti      |
| -------- | ------------------ | -------- | -------- | -------- | -------- | -------- |
| 1        | Paesi Bassi        | 8        | 7        | 1        | 5.018    | 28       |
| 2        | Bermuda            | 8        | 7        | 1        | 4.620    | 28       |
| 3        | Stati Uniti        | 8        | 7        | 1        | 4.216    | 28       |
| 4        | Canada             | 8        | 5        | 3        | 4.198    | 20       |
| 5        | Papua Nuova Guinea | 8        | 4        | 4        | 4.621    | 16       |
| 6        | Hong Kong          | 8        | 3        | 5        | 3.530    | 12       |
| 7        | Figi               | 8        | 2        | 6        | 2.641    | 8        |
| 8        | Gibilterra         | 8        | 1        | 7        | 2.451    | 4        |
| 9        | Israele            | 8        | 0        | 8        | 2.421    | 0        |

## Eliminazione diretta
|  | Semifinali  | Semifinali  | Semifinali  |             |          | Finale   | Finale | Finale |  |
|  |             |             |             |             |          |          |        |        |  |
|  | Zimbabwe    | Zimbabwe    | 205/0       |             |          |          |        |        |  |
|  | Zimbabwe    | Zimbabwe    | 205/0       |             |          |          |        |        |  |
|  | Bermuda     | Bermuda     | 201/7       |             |          |          |        |        |  |
|  | Bermuda     | Bermuda     | 201/7       |             | Zimbabwe | Zimbabwe | 225/7  |        |  |
|  |             |             |             |             | Zimbabwe | Zimbabwe | 225/7  |        |  |
|  |             |             | Paesi Bassi | Paesi Bassi | 224      |          |        |        |  |
|  | Paesi Bassi | Paesi Bassi | Paesi Bassi | Paesi Bassi | 224      | 225/5    |        |        |  |
|  | Paesi Bassi | Paesi Bassi |             |             |          |          |        |        |  |
|  | Danimarca   | Danimarca   | 224/8       |             |          |          |        |        |  |

### Semifinali
| Data          | Luogo                                    | In battuta (nel I innings) | Al lancio (nel I innings)      | Risultato               |
| ------------- | ---------------------------------------- | -------------------------- | ------------------------------ | ----------------------- |
| 2 luglio 1986 | Sandwell Park West Bromwich              | Bermuda 201/7 (60 overs)   | Zimbabwe 205/0 (38.5 overs)    | ZIM vince di 10 wickets |
| 2 luglio 1986 | Mitchells and Butlers' Ground Birmingham | Danimarca 224/8 (60 overs) | Paesi Bassi 225/5 (54.2 overs) | NED vince di 5 wickets  |

### Finale per il III posto
| Data          | Luogo                      | In battuta (nel I innings) | Al lancio (nel I innings)  | Risultato              |
| ------------- | -------------------------- | -------------------------- | -------------------------- | ---------------------- |
| 4 luglio 1982 | Seth Somers Park Halesowen | Bermuda 155 (37.3 overs)   | Danimarca 158/4 (26 overs) | DNK vince di 6 wickets |

### Finale
| Data          | Luogo                        | In battuta (nel I innings) | Al lancio (nel I innings) | Risultato            |
| ------------- | ---------------------------- | -------------------------- | ------------------------- | -------------------- |
| 7 luglio 1986 | Lord's Cricket Ground Londra | Zimbabwe 243/9 (60 overs)  | Bermuda 218 (58.4 overs)  | ZIM vince di 25 runs |